# Pardosa vatovae
Pardosa vatovae är en spindelart som beskrevs av Lodovico di Caporiacco 1940. Pardosa vatovae ingår i släktet Pardosa och familjen vargspindlar.
Artens utbredningsområde är Etiopien. Inga underarter finns listade i Catalogue of Life.